# ژرژ کولتانووسکی
ژرژ کولتانووسکی (به انگلیسی: George Koltanowski) استاد بزرگ شطرنج از اهالی بلژیک که بعداً به تابعیت آمریکا درآمد و پیش‌آهنگ اشاعهٔ شطرنج در کشور مزبور گردید بازیکن برجسته ای بود که از قدرت حافظه ای خارق‌العاده برخوردار و هنر نماییهای او در بازیهای (چشم بسته) و نمایشات عجیب و حیرت‌آور حافظه ای معروف می‌باشد.
او قادر بود همزمان با (۳۴ نفر) چشم بسته بازی کند (ادینبورگ ۱۹۳۴) که در زمان خود بالاترین رکورد این نوع بازی‌ها بود و هم چنین از شاهکارهای مشهور وی بازی‌های چشم بسته اش با پنجاه نفر در یک روز معین (البته نه به‌طور همزمان بلکه تک تک و یکی پس از دیگری و به صورت برق آسا) می‌باشد که هر پنجاه نفر از او شکست خورده‌اند.